# Vitré (Ille y Vilaine)
Vitré es una comuna francesa, situada en el departamento de Ille-et-Vilaine, de la región de Bretaña en el Oeste de  Francia. Su nombre galó es Vitræ. Sus habitantes se denominan:  Vitréens o Vitréennes.
Vitré, antigua subprefectura (hasta 1926) rayano a Bretaña, y que confluye con del Maine y Anjou, obtuvo el distintivo de  ciudad de Arte e Historia dada su gran riqueza patrimonial. 

## Geografía
La ciudad está asentada sobre las pendientes encauzadas del río Vilaine y las de una depresión paralela Este-oeste que cruza el ferrocarril París- Rennes. De esta forma, Vitré, queda dividida en tres partes: los barrios del Norte, el centro histórico, y los barrios del Sur. 
Situada a la entrada Este de Bretaña, la región de Vitré está cruzada por la vía exprés que prolonga la autopista A 11 (París/Rennes y Brest) y la auto de los Estuarios (Dunkerque/Bayona). Como en el conjunto del departamento de Ille-et-Vilaine, los municipios de la región de Vitré son accesibles gracias a las carreteras conocidas como las "cuatro vías" gratuitas.
Vitré es la capital de un territorio de, aproximadamente, unos 100.000 habitantes, territorio que abarca siete cantones  (Vitré-Este, Vitré-Oeste, Argentré-du-Plessis, Châteaubourg, la Guerche-de-Bretagne, Janzé y Retiers). Vitré es una de las etapas a cubrir en el camino secundario de la peregrinación a Santiago de Compostela, denominada "Vía Turonensis". Coincide con el Mont-Saint-Michel en Saint-Jean d'Angely, pasando por Vitré y Angers.
- La superficie de Vitré: 3.719 ha..
- La altitud media de Vitré es de cerca de 89 m. (Plaza de la Estación).
- El punto culminante, 127 m., se sitúa en la zona de actividad de "los Ménardières", en la calle Pierre et Marie Curie.
- El punto más bajo, 67 m., está situado cerca de la empresa S.V.A. (Société Vitréenne d'Abattage) debajo del viaducto de circunvalación.

Vitré es un «polo urbano» ya que la ciudad concentra más de 12.000 empleados. Su área urbana, constituida por 12 municipios periféricos, tiene unos 24.690 habitantes, de los cuales el 62 % reside en el centro de la ciudad.

## Demografía
A finales del siglo XIV, la ciudad contaba con unos 4.000 o 5.000 habitantes, mientras que Nantes y Rennes tenían alrededor de unos 13-14.000. Durante el Renacimiento, su población, según datos aportados por Arthur de La Borderie, era de unos 7.800 en 1560, lo mismo que las ciudades de Vannes y Quimper. Hacía 1620 (época en la que nació Madame de Sévigné), la ciudad contaba con 10 000 habitantes. En 1762 tenía tres veces menos habitantes que la ciudad actual, Vitré tiene hoy, casi los mismos habitantes que por entonces. Según el subdelegado, la ciudad tiene cerca de 14.000 habitantes, concentrados en las murallas y los arrabales ocupados, en su mayoría, por los artesanos del punto y la tela. En esta época, Vitré fue la cuarta ciudad más grande de Bretaña después Rennes, Brest y Lorient.
| 10 790 | 8 809 | 8 381 | 8 844 | 8 856 | 8 901 | 8 610 | 8 621 | 8 800 | 8 854 | 8 904 | 8 937 | 8 937 | 9 870 | 10 314 | 10 447 | 10 607 | 10 584 | 10 775 | 10 092 | 10 613 | 8 154 | 8 363 | 8 212 | 8 506 | 9 367 | 9 611 | 10 380 | 11 343 | 12 318 | 13 042 | 14 486 | 15 313 | 16 712 | 18 037 |
| Para los censos de 1962 a 1999 la población legal corresponde a la población sin duplicidades (Fuente: INSEE [Consultar]) |       |       |       |       |       |       |       |       |       |       |       |       |       |        |        |        |        |        |        |        |       |       |       |       |       |       |        |        |        |        |        |        |        |        |

En 1789, vísperas de la Revolución, su población era de 10.850 habitantes, mientras que Rennes contaba con 35.000. El período pos-revolucionario produjo una sensible baja demográfica, y bajo el Segundo Imperio, en 1861, se contabilizaban 8.904 habitantes. Hasta la Gran Guerra, se produjo una progresión moderada, pero constante, hasta alcanzar la cifra de 10.613 habitantes en 1911, con la llegada de la compañía militar del 70.º Regimiento de Infantería, que se instaló en el barrio de Trémoïlle. Los militares y su familia sumaban un total de 2.000 personas. Las consecuencias de la guerra y la crisis económica produjeron un descenso de la población dejándola con 8.506 habitantes (censo de 1936). Tras la Segunda Guerra Mundial, el desarrollo económico empieza a dejarse notar, acentuado por el éxodo rural, así, en 1982, el censo era de 13.491 habitantes; 14.490 en 1990 y 15.313 en 1999. Por consiguiente, Vitré pasó a ser la cuarta ciudad del departamento, después de Rennes, Saint-Malo y Fougéres.
En 2009, la población estimada es de 16.712 habitantes. Pero el municipio está decidido a mantener su crecimiento y su objetivo es responder a la fuerte demanda de viviendas existente. De esta manera la ciudad podría llegar a los 20.000 habitantes en 2017. Para alcanzar esta meta numerosos sectores, situados tanto en el Norte como en el Sur, han sido aprobados para ser urbanizados, todo ello gracias a una política de reserva territorial ascendente.Una vez logrado este objetivo, la capital del cantón pasará a integrarse en el rango de "ciudades medias" (entre 20.000 y 200.000 habitantes), con la misma titularidad que Saint-Malo, Fougéres o Laval.
La comunidad Vitré Communauté cuenta con 80.000 habitantes.

## Historia

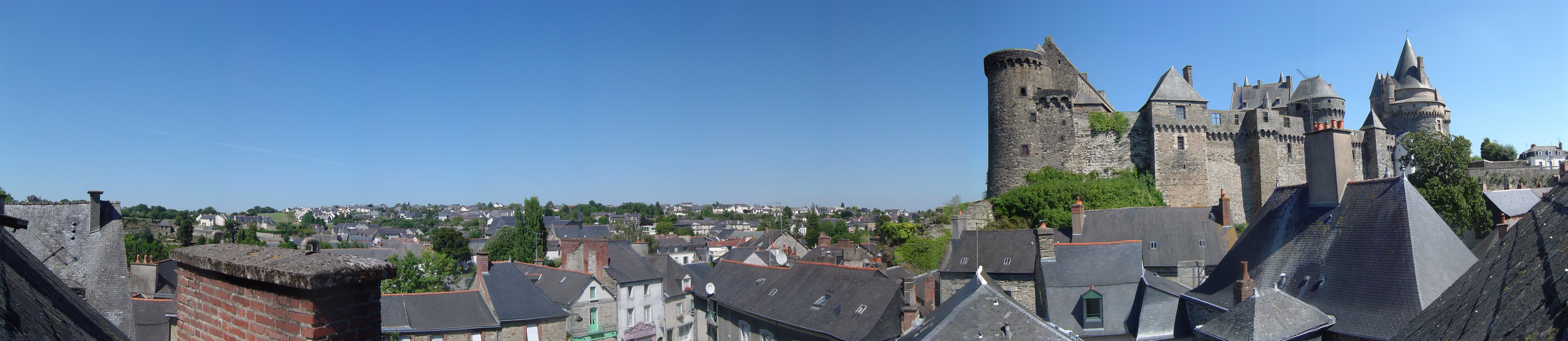
El Castillo de Vitré domina los barrios medievales

### Origen

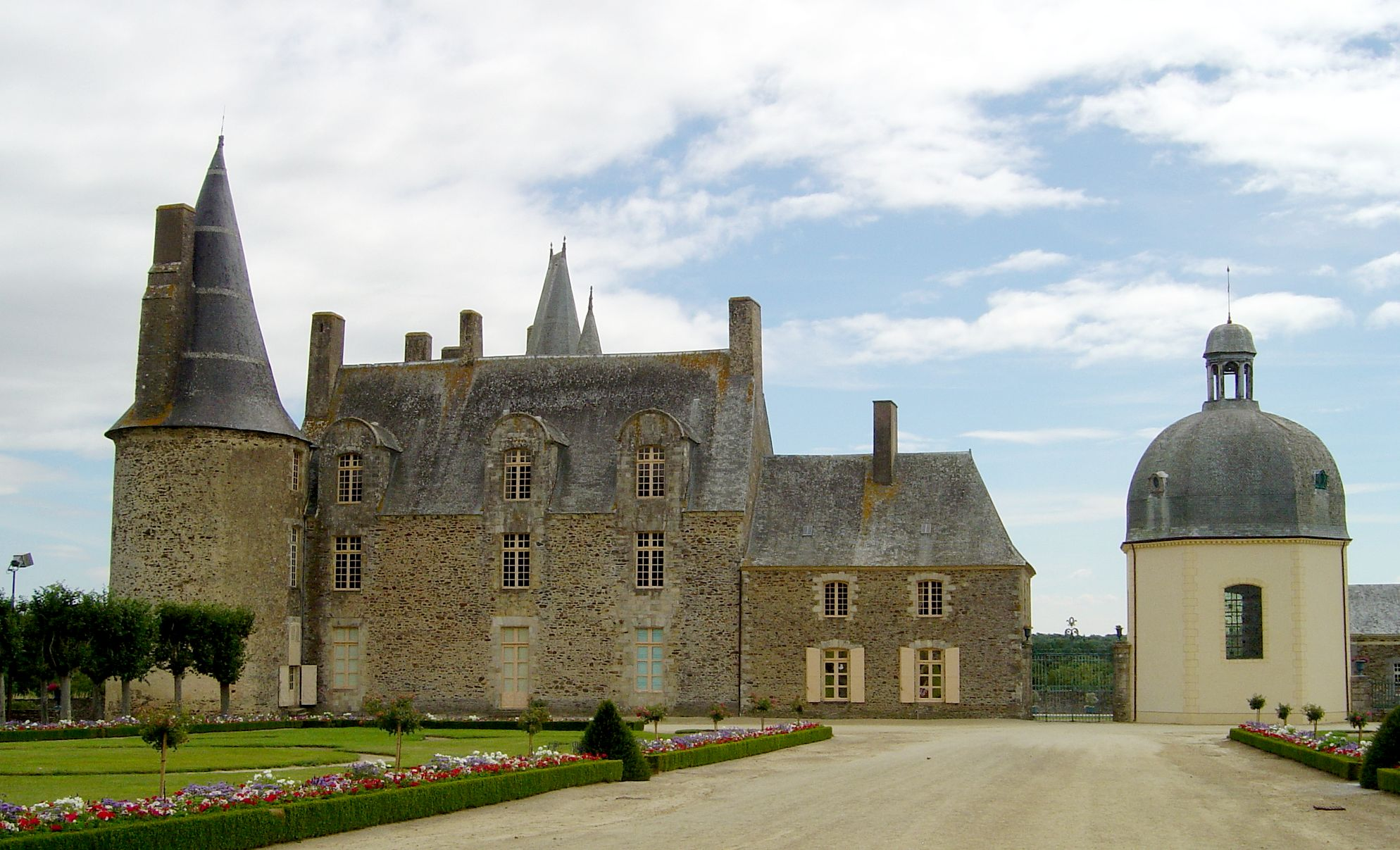
El Castillo des Rochers-Sévigné

Parece ser que el lugar de Vitré ya fue ocupado en el neolítico.  El nombre de Vitré podría proceder del antropónimo galo-romano Victor o Victrix, el nombre de un propietario del dominio galo-romano establecido en la región. En julio de 2006, un sondeo arqueológico, llevado a cabo en el Este de la ciudad en previsión de unas obras, reveló la presencia de una granja galo-romana que se remontaría hacia unos 300 o 100 años antes de Jesucristo. Otra hipótesis es la de que, el origen del nombre, procediera de Vicus, que significa, en latín, "pequeño poblado". Antes de que se creara un verdadero pueblo, el lugar comprendía pequeñas aldeas (Le Vieil-Bourg, Sainte-Croix, LeRachapt y Saint-Martin). 
El año 1000 fue el comienzo del verdadero pueblo de Vitré al fusionarse todas las aldeas de los alrededores. Un pequeño castillo de madera sobre un terruño feudal se construyó sobre la colina de Sainte-Croix. El castillo fue incendiado en varias ocasiones, después fue legado a los monjes benedictinos de Marmoutier. Otro castillo de piedra, en su actual emplazamiento, fue construido en 1070 por  Robert I, se construyó sobre un promontorio rocoso que domina todo el Vilaine. En el siglo XIII se amplió el castillo y, el "Vieil Bourg", así como la iglesia de Notre-Dame se edificaron sobre la llanura del Este. El pueblo quedó cercado por las murallas y las fosas exteriores; en este momento es cuando el pueblo adquirió su forma actual. Las "aldeas privilegiadas", es decir, los barrios creados a petición del Barón, se desarrollaron en torno al pueblo amurallado. Desde el siglo XIII, Vitré reunió todos los elementos propios de la ciudad. 
En el siglo XV, el castillo se transformó aprovechando los progresos de la artillería, tales como la construcción de las cañoneras. Al mismo tiempo la villa se iba desarrollando, se edificaban casas de madera y palacios particulares en el interior del recinto amurallado. La Plaza Notre Dame estaba ocupada por un mercado llamado el "Mercado de las telas". La presencia de mercados es sinónimo de dinamismo. Vitré, ciudad próspera desde el siglo XV, fundó en 1472, una hermandad que permitía el comercio internacional de la industria textil. La ciudad, en todo su apogeo entraba, con holgura, en el Renacimiento.

### DelsigloXValsigloXIX: de la Edad de Oro al declive de la ciudad
Vitré era una ciudad que disfrutaba de una economía de las más florecientes del Ducado de Bretaña. Prosiguió su expansión tanto dentro de la ciudad amurallada como en sus barrios externos. Su apogeo se sitúa en el siglo XVI cuando las hermandades de los Mercaderes de Ultramar vendían sus telas de cáñamo y sus cañamazos en toda Europa. Este mercado se llevaba a cabo en el puerto de Saint-Malo que negociaba con los contadores de América del Sur y de toda  Europa, en particular, con el Hanse (grande y potente asociación comercial de la Europa septentrional durante la Edad Media). Esto explica las casas, los grandes palacetes y los elementos renacentistas que se hallan dentro de la ciudad cerrada: (Hotel Ringues de la Troussannais o la capilla del castillo de Vitré). Y pone de relieve la riqueza de estos "negociantes" asociados en hermandades. Por otra parte, el primer francés que dio la vuelta al mundo fue Pierre-Olivier Malherbe, un mercader de Vitré. Lo que demuestra también la apertura de la ciudad al mundo. 
Durante las guerras de religión a finales del siglo XVI, la ciudad protestante fue asediada durante cinco meses por las tropas de la Liga dirigidas por Philippe-Emmanuel de Lorraine, duque de Mercoeur gobernador de Bretaña. Las reuniones de los Estados de Bretaña tuvieron lugar en Vitré en 1655, 1671, 1697 y 1705 dado que Rennes estaba padeciendo la peste o se veía envuelto en insurrecciones. 
Fue durante el siglo XVII cuando los barones abandonaron Vitré para irse a la Corte de Versalles, que estaba de moda. La ciudad perdió su notoriedad y se convirtió en una ciudad adormecida aunque dentro de la ciudad amurallada continuaran con su actividad. Ésta fue la causa y principio del declive de Vitré tanto en el aspecto económico como en el urbanístico 
Esta situación se acentuó, sobre todo, a principios del siglo XVIII y duró todo el siglo XVIII hasta la llegada, a mediados del siglo XIX, del ferrocarril. Por a otra parte, el final del siglo XVIII estuvo convulsionado por la sublevación de los chuanes que puso fin al señorío de Vitré, dando principio al nuevo estatuto, importante para la ciudad: Tener el título de subprefectura.

### SigloXIX:la llegada de la estación y del 70.º RI, despertar de la ciudad
Para preparar la llegada del ferrocarril, se tomó la decisión de destruir las fortificaciones del Sur de la ciudad a cambio de abrir la ciudad amurallada y mejorar su visibilidad. La Porte d'En Haut, (1835), Gâtesel (1839) y d'En Bas fueron destruidas. Esto permitió la apertura de vías en el centro medieval. 
Vitré se convirtió, entonces, en un nudo ferroviario ya que, una primera vía fue abierta el 15 de abril de 1857 que comprendía la línea París-Brest. Después se trazó una segunda línea con dirección a Fougéres que se abrió al público en 1867 y, por último, se inauguró una tercera línea hacia La Guerche-de-Bretagne. La estación se construyó en 1855, tiene la forma de un pequeño palacio neogótico y está situada en el mismo centro de la ciudad, exactamente al sur de la ciudad amurallada.
Este equipamiento vital para la ruptura del aislamiento de la ciudad permitió la llegada, el 14 de julio de 1867, de una guarnición militar que, diez años más tarde se alojaría en un cuartel.  Era el 70.º regimiento de infantería. A partir de ese momento se empezó a urbanizar al sur de la vía férrea.
No obstante, pese a este utópico despertar, la ciudad no se desarrolló demasiado permaneciendo como un pequeño pueblo mercantil en el seno de una región agrícola y perdió su estatuto de subprefectura en 1926. Esta situación perduró hasta el final de la Segunda Guerra Mundial. Una vez terminada la guerra, Vitré, no quedó exenta del período de prosperidad económica que conoció Francia y todo el conjunto de los países capitalistas.  

### SigloXX: el renacer de Vitré
A partir de los años 1950 la ciudad se desarrolló y creció considerablemente. Durante los Treinta Gloriosos, Vitré experimentó el crecimiento de su población gracias al fenómeno del éxodo rural masivo, como lo experimentaron, de hecho, las otras ciudades rurales periféricas de Francia. Vitré ganó cerca de 3000 habitantes en 20 años, pasando de 9.611 habitantes en 1954 a los 12.322 de 1975, es decir, experimentó un crecimiento del 28 %. Se construyeron infinidad de viviendas que estructuraron los barrios del oeste, del este, del norte y, sobre todo, el sur de la ciudad.
En las zonas periféricas se encuentran las grandes empresas agro-alimentarias, industrias textiles y del calzado, industrias químicas con más de 100 empleados y varios hipermercados. Actualmente las zonas industriales y comerciales continúan desarrollándose ubicándose, especialmente, al sur y al este de la ciudad.
En los años 1970 con la apertura de la carretera de cuatro vías que pasa a 7 kilómetros por el sur, aceleró la prosperidad económica de la ciudad al atraer a numerosas industrias. La tasa de desempleo es muy baja en relación con la media regional y mucho más a nivel nacional. Este desarrollo económico oculta la gran proporción de empleos en la industria, del orden de un 40% con numerosos empleos precarios. Además el fondo económico vitréen sufre, también, la deslocalización de las empresas que se establecen en el extranjero.
Actualmente la ciudad se va ampliando con barrios dormitorio y zonas de actividad situadas en la periferia. En el centro se percibe alguna renovación urbanística formada por pequeños colectivos que se amoldan bien a los antiguos barrios. 

## Monumentos
El patrimonio de la ciudad de Vitré es de una enorme riqueza. Es una de las ciudades de Bretaña que mejor conserva su aspecto anterior con sus mansiones con porches o sus chaflanes de madera, sus murallas, su patrimonio religioso, sus viejas calles, etc. Vitré es el perfecto ejemplo de una ciudad que ya tiene 500 años.

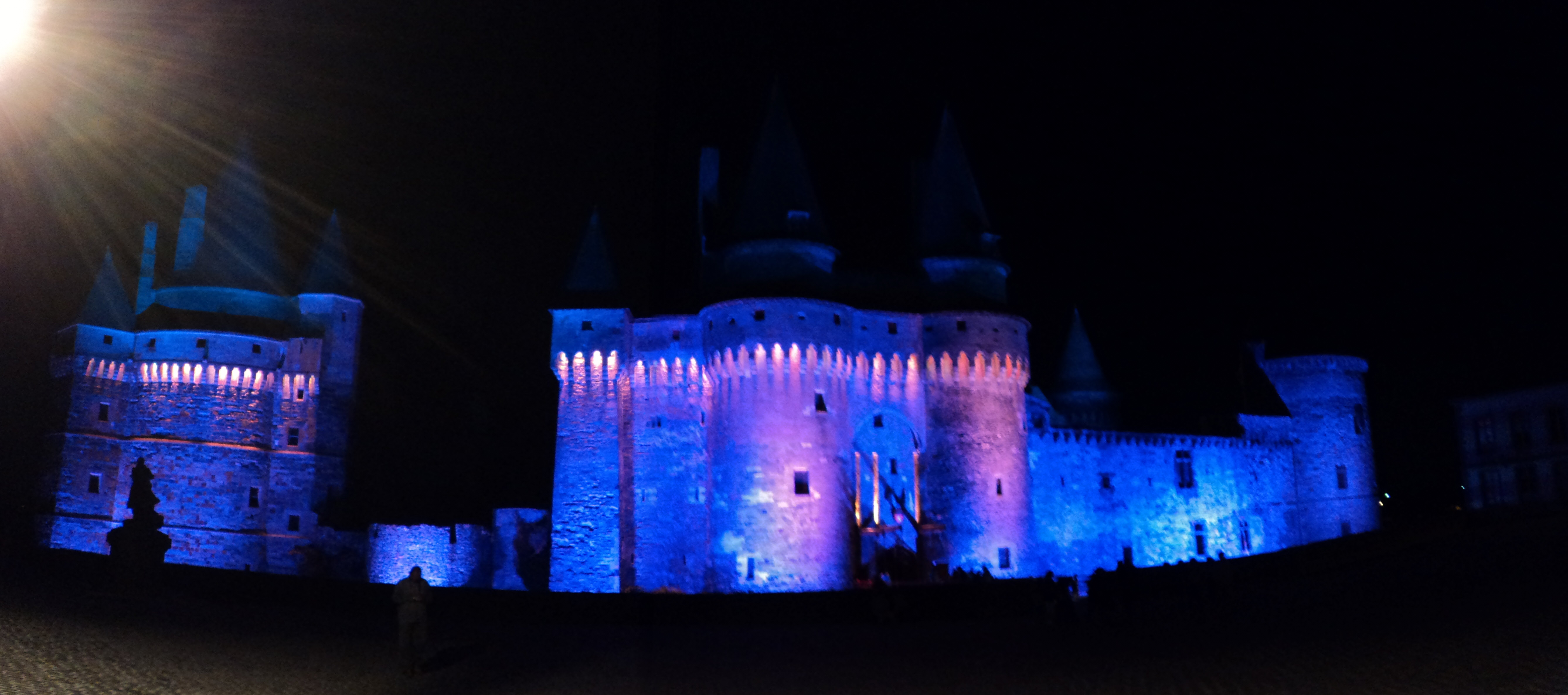
El Castillo de Vitré en la noche

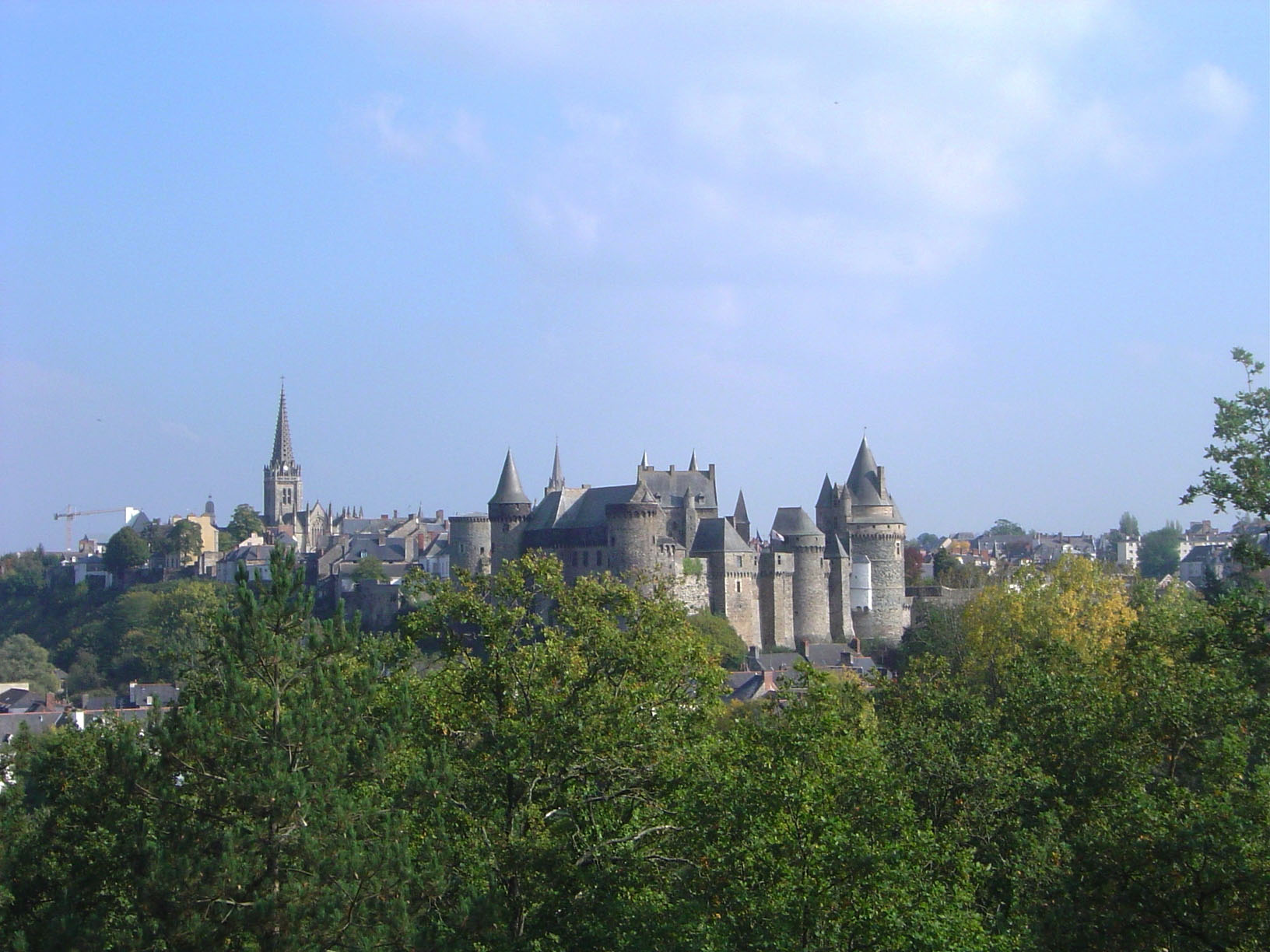
La ciudad medieval de Vitré

### Castillos-fortaleza o de recreo
- Castillo de Vitré
- Las murallas y las torres de esquina (Torre des Claviers, Torre de la Bridole)
- Castillo de Rochers-Sévigné (a 7 km de Vitré hacia Argentré-du-Plessis)
- Castillo-María (siglo XVII, techo de vigas pintadas)
- Hotel Ringues de Troussanais (palacete de estilo renacentista bretón)
- Las viejas calles (Beaudrairie, Poterie, d'Embas, etc.) y plazas (Marchix, Estación, Castillo, Notre-Dame, etc.)

### Patrimonio religioso
- Capilla Saint-Nicolas (a 500 m del castillo)
- Iglesia Notre-Dame (siglo XIV gótico flamígero)
- Torre de la antigua iglesia de Saint-Martin (siglo XV, destruida en 1897, subsiste una torre-campanario que está considerada como una de la más alta de la provincia)
- Iglesia Saint-Martin (Neo-romana, bendecida en 1885, arquitecto Mellet)
- Iglesia Santa-Cruz (construida en 1672 a lado de la ladera, modificada en 1827)
- Templo protestante (salón del templo)
- Convento de los Benedictinos (Tribunal)
- Convento de los Agustinos construido en 1620  quedan dos ventanas góticas, un tabique y unas vigas pintadas.(carretera en dirección Fougères/Rennes)
- Capillas, oratorios, calvarios presentes en el centro y en la periferia.

### Otros monumentos interesantes
- Menhir de "La Pierre Blanche" (Carretera de Beauvais hacia Pocé-les-Bois) y el menhir de  " La Haute-Pierre" en Champeaux
- Hotel Sévigné-Nétumières (siglo XVIII inspirado en el Parlamento de Bretaña)
- La Estación (castillo neo-gótico de toba y ladrillo)
- El antiguo cuartel del 70.º regimiento de infantería
- El Jardín del Parque (quiosco, estatua de Madame de Sévigné, ejemplares botánicos variados y raros).

## Personalidades ligadas a la ciudad
- Guy XVI de Laval, conocido como Guy XVI de Laval (1476-1531), conde de Laval de 1500 a 1531, barón de Quintin  y  señor de Vitré.
- François Dollier de Casson descendiente de una noble familia de Vitré. Está considerado como el segundo fundador de Montreal y escribió la primera historia de la ciudad.
- Pierre Landais, verdadero hombre de Estado y ganador de la independencia bretona en el siglo XV
- Tancrède Abraham,  pintor e ilustrador
- Edouard Frain de La Gaulayrie, nacido en Rennes en 1840, conservador adjunto de la ciudad de Vitré, publicó numerosas obras sobre las familias vitréennes y el comercio internacional.
- Bertrand d’Argentré, célebre historiador de Bretaña
- Jacques Colebault, llamado Jachet de Mantoue, uno de los mayores compositores del Renacimiento, famoso maestro de la música polifónica después de Josquin Des Pres y anterior a Palestrina
- Pierre-Olivier Malherbe, primer Europeo que dio la vuelta al mundo pasando por los cinco Continentes
- Claude-Étienne Savary, orientalista, pionero de la egiptología y traductor del Corán
- Arthur Le Moyne de La Borderie, otro gran historiador de Bretaña
- Auguste Pavie y Charles Rabot, famosos exploradores, uno de Laos y de Camboya,  y el otro de la península de Kola y de Spitzberg
- Morvan Marchal, nacionalista bretón que diseñó la bandera moderna de  Bretaña, el Gwenn-ha-Du.
- René Alexandre
- François Martin, navegante y fundador de la ciudad de Puducherry
- Pierre Méhaignerie, diputado-alcalde de Vitré, tres veces Ministro : Agricultura (1977 a 1981), Equipamiento, Vivienda y Organización del Territorio (1986 à 1988) y Justicia (1993 a 1995). De 1982 a 2001, fue el presidente del consejo general d'Ille-et-Vilaine. Entre 1995 y 1997, fue el presidente de la comisión de Financias del Conjunto nacional y fue reelegido de nuevo en junio del 2005. Es, también, presidente de la comunidad colectiva de Vitré-Communauté.

## Cultura
Vitré ha obtenido numerosas distinciones y menciones:
- Vitré, ciudad de Arte e Historia, 1999
- Clasificada como "El más bello rincón de Francia"
- Villa luminosa, lauréate 2000 en el concurso nacional por su calidad en la iluminación nocturna del centro de la ciudad que realza su valor histórico.
- Lauréate 2004 en el concurso LUR (Ligue Urbanaine et Rural), por la calidad de las entradas a la ciudad
- Marianne d'Or, 1987 y 2001 por su movilización y acciones llevadas a cabo para favorecer el empleo.
- Prisma de oro 2001, por la calidad en la rehabilitación de la antigua curtiduría (calle Pasteur)
- "Paisaje en herencia" 2003, por la calidad del cuidado en la travesía urbana (desde la Plaza del General de Gaulle a la plaza de Saint-Yves)

También ha sido una ciudad-test por:
- Los mapas VITALE que son distribuidos desde 1994 por la fábrica Oberthür, que fabrica dichos mapas y está instalada en Vitré
- Vitré forma parte de las diez ciudades de Francia seleccionadas por el programa EPODE que permite luchar contra la obesidad de los niños. El municipio se comprometió a realizar, durante cinco años, acciones concretas dirigidas a concienciar a la población. Los maestros, los médicos, padres, asociacianes, comerciantes y escuelas se han movilizado para luchar contra la obesidad.

### Formación
Vitré dispone de un número importante de colegios y acoge, más de 2500 alumnos provenientes de toda la región de Vitré. El panel comprende desde las escuelas maternales a los colegios de estudios superiores:
- 8 escuelas maternales
- 7 escuelas elemantales
- 5 colegios
- 4 liceos
- 6 establecimientos de formación profesional

Además, la ciudad cuenta con cerca de 250 estudiantes inscritos en varias filiales BTS (Asistentes de dirección, comunicación, electrónica, comercio)

### Teatros, salas de espectáculo y conciertos
- Conservatorio municipal de música
- Centro cultural (teatro, espectáculos, conciertos, congresos) en colaboración con el de Fougéres.
- Parque de exposiciones (salones, conciertos, manifestaciones)
- "Cinéma associatif Aurore", 520 plazas, con dos salas, una de ellas dedicada al "Arte y Ensayo".

### Museos y lugares de exposición
- Museo del Castillo de Vitré: visita exterior y museo interior (cuadros, tapicerías, esculturas, y museo de historia natural)
- Museo Saint-Nicolas (a 500 metros del castillo) Orfebrería religiosa de finales del siglo XIX y principios del siglo XX (único en Francia y de referencia nacional). El Museo de Saint-Nicolas se halla en la propia capilla dependiente y contigua al Convento de las Agustinas construido en el siglo XVII. Puede contemplarse, también, el hermoso claustro de esa época.
- Museo des Rochers-Sévigné (a 7 km de Vitré, hacia Argentré-du-Plessis): residencia bretona de la marquesa de Sévigné en el que escribió numerosas cartas a su hija. Tiene un hermoso jardín "a la francesa".
- Museo del Manoir de la Faucillonnaie en Montreuil-sous-Pérouse (a 6 km de Vitré, dirección Fougéres): arte rural de la región de Vitré (mobiliario, utensilios de cocina, costumbres tradicionales, establo rehabilitado, etc.)
- Museo de l'Abeille Vivante (La abeja viva) especializado en la apicultura (ZA de la Briqueterie)
- Artothéque, única en el departamento, permite alquilar obras de arte
- Médiathéque "Madame de Sévigné", exposiciones
- La casa de las culturas del mundo. Centro internacional de documentación sobre los espectáculos, de documentación y de difusión, hasta que se decida su ubicación en París, se ha instalado en el antiguo priorato de los benedictinos de Vitré.

### Medios de comunicación
Dos periódicos:
- Diario Ouest-France, Edición Vitré-Fougéres
- Semanal Le Journal de Vitré Entre Seiche y Vilaine, tirada: 7700 ejemplares (2005)

Periódicos e información local
- Vitré-Journal (trimestral, municipal)
- Vitré-Communauté (periódico de la ciudad)

## Economía
Vitré es una ciudad industrial que concentra más de 12.000 trabajadores, o  sea, el tercio de la región de Vitré. La tasa de desempleo es la más baja de Bretaña, con casi el pleno empleo (4,7% en 2005). La agricultura es una actividad poco relevante, ocupa solamente a un 1,3% de los activos. La industria empleaba a 4.643 asalariados en 1999, lo que representaba un 41,1% de la población activa. El sector terciario emplea 5.890 personas (52,1%) distribuidas, sobre todo, entre el comercio y los servicios empresariales. Grandes empresas de Vitré son verdaderas instituciones por proceder del propio país y por la importancia de su número de asalariados.
Empresas más importantes  
- SVA (Sociedad Vitréenne de Sacrificio): 1000 a 1999 asalariados (sector agroalimentario)
- Cooper Normal Automotive Francia: 700 a 799 asalariados (Caucho y materias plásticos)
- Texier: 400 a 499 asalariados (Industria textil, cuero, confección)
- Oberthür Cards Systems: 300 a 399 asalariados (Electricidad - electrónica)
- Sociedad Láctea de Esmaltado: 200 a 299 asalariados (Sector agroalimentario)

## Transportes
Vitré es una de las raras ciudades de Francia que tiene su transporte urbano gratuito en el conjunto de sus líneas. La red está constituida por 9 líneas de autobús y 72 paradas. La estación, situada en el eje ferroviario principal París-Brest, se beneficia de 15 estaciones en el recorrido Rennes-Vitré-Laval (entre las cuales hace  2 paradas el AVE) y de 19 estaciones en el sentido contrario (incluidas 3 paradas del AVE). Una red de transporte multimodal combina el autobús con el tren, dejando a los viajeros, exactamente, frente a la estación, en la Plaza del General de Gaulle.

## Hermanamientos
- Helmstedt (Alemania) 1979
- Lymington (Reino Unido) 1981
- Terrebonne (Canadá) 1983
- Djenné (Malí) 1987
- Villajoyosa (España) 1989
- Greece (Estados Unidos) 1990
- Sroda (Polonia) 1994
- Talmaciu (Rumania) 1999